# Latvian Music Producers Association
Latvian Performers' and Producers' Association (en letón: Latvijas Izpildītāju un producentu apvienība, abreviado como LaIPA) es una Agencia Nacional de ISRC de la Federación Internacional de la Industria Fonográfica con la tarea de representar a la industria musical letona para los artistas de grabación nacionales e internacionales de todos los géneros. Los objetivos de la organización son apoyar a los artistas y productores letones y promover el desarrollo de la industria musical letona y la exportación de música producida en Letonia, promover y apoyar la creación de discos de música competitivos y aumentar la utilización de la música letona mediante la educación de los artistas y productores letones, para representar oficialmente la industria musical letona en Europa y exhibiciones, ferias y exhibiciones internacionales, y para educar a los miembros de la industria musical letona sobre los temas de exportación de música y tendencias globales. La empresa también certifica álbumes y videos musicales en función de las ventas de unidades.

## Listas musicales
Las listas musicales de Letonia son compiladas por LaIPA y publicadas por la revista en línea ParMūziku.lv. Las listas son:
- Mūzikas Patēriņa Tops, incluye tres listas basadas en descargas digitales y streaming:[5]
  - Lista de sencillos
  - Lista de sencillos nacionales
  - Lista de álbumes
- Spēlētāko Dziesmu Top 20, lista de sencillos basado en airplay.[6]
- Pašmāju Mūziķu Top 10, lista de sencillos nacionales basado en airplay.[6]

## Certificaciones
| Certificación | Cronología de los niveles de certificación | Cronología de los niveles de certificación |
| Certificación | hasta 2011                                 | desde 2011                                 |
| ------------- | ------------------------------------------ | ------------------------------------------ |
| Oro           | 4 000                                      | 5 000                                      |
| Platino       | 8 000                                      | 9 000                                      |

| Certificación | Cronología de los niveles de certificación | Cronología de los niveles de certificación |
| Certificación | hasta 2011                                 | desde 2011                                 |
| ------------- | ------------------------------------------ | ------------------------------------------ |
| Oro           | —                                          | 5 000                                      |
| Platino       | —                                          | 8 000                                      |